# Cantón de Melun-Norte
El cantón de Melun-Norte era una división administrativa francesa, que estaba situada en el departamento de Sena y Marne y la región de Isla de Francia.

## Composición
El cantón estaba formado por seis comunas, más una fracción de la comuna que le daba su nombre:
- Maincy
- Melun (fracción)
- Montereau-sur-le-Jard
- Rubelles
- Saint-Germain-Laxis
- Vaux-le-Pénil
- Voisenon

## Supresión del cantón de Melun-Norte
En aplicación del Decreto n.º 2014-186 de 18 de febrero de 2014, el cantón de Melun-Norte fue suprimido el 22 de marzo de 2015 y sus 7 comunas pasaron a formar parte del nuevo cantón de Melun.